# St Monans
St Monans, även stavat Saint Monance, är en ort i Storbritannien.   Den ligger i kommunen Fife och riksdelen Skottland, i den centrala delen av landet, 500 km norr om huvudstaden London. St Monans ligger 19 meter över havet och antalet invånare är 1 447.
Terrängen runt St Monans är platt åt nordost, men åt nordväst är den kuperad. Havet är nära St Monans åt sydost.  Närmaste större samhälle är Leven, 14,3 km väster om St Monans. 